# Audi A3 8P
8P var chassiskoden for Audi A3 fra 2003 til 2012. Modellen var den anden bilmodel i Volkswagen-koncernen efter Volkswagen Touran, som var bygget på platformen fra Volkswagen Golf V.
Optisk beholdt 8P forgængerens silhouette, men var dog mere kantet og − frem til faceliftet − den sidste model med Audis dobbeltrammede kølergrill som centralt designelement på fronten.
A3 samt sportsmodellen S3 blev fremstillet på hovedfabrikken i Ingolstadt. En lille portion blev mellem 2009 og 2010 slutmonteret i Bruxelles og tjente dermed som overgangsmodel frem til den mindre Audi A1 der løb af samlebåndet fra midten af 2010. Karrosserierne til A3 Cabriolet og RS3 Sportback blev fremstillet i Ingolstadt og lakeret samt slutmonteret hos Audi Hungaria Motor Kft. i Györ.

## Ændringer i forhold til forgængeren
- Nye motorer (1.6 FSI, 2.0 FSI, 3.2 og 2.0 TDI, senere også 1.2 TFSI, 1.4 TFSI, 1.8 TFSI, 2.0 TFSI og 1.6 TDI) med 6 gear eller S tronic, TDI med 5 gear eller S tronic ved 1.6 TDI eller alle øvrige TDI med 6 gear eller S tronic.
- Dobbeltkoblingsgearkasse DSG fås som ekstraudstyr, fra modelår 2006 af Audi benævnt S tronic.
- Diverse tekniske forbedringer som f.eks. elektromekanisk styring, enkelte hjulophæng på bagakslen og to-zonet komfortklimaanlæg.

## Karrosserivarianter
Ligesom forgængeren fandtes Audi A3 8P som tredørs (8P) og femdørs (8PA). Den femdørs variant, som blev introduceret cirka halvandet år efter den tredørs, solgtes under betegnelsen A3 Sportback, og adskilte sig hovedsageligt fra tredørsversionen gennem ændrede baglygter og et 72 mm længere karrosseri.
Salget af A3 Cabriolet startede i Tyskland i midten af januar 2008. Fem motorvarianter er tilgængelige, herunder tre benzinmotorer med 75 kW (102 hk), 118 kW (160 hk) og 147 kW (200 hk) såvel som to dieselmotorer med 77 og 103 kW (105 hhv. 140 hk). Mod den almindelige trend monterede Audi − ligesom på A4 Cabriolet − et klassisk stoftag i stedet for et klapbart metaltag.
- Bagfra
- Audi A3 Sportback (2004−2008)
- Audi S3 (2006−2008)
- Audi A3 Cabriolet (2008−2010)
- Audi RS3 Sportback (2011−2012)

## Byggeperiode
- Audi A3 8P, marts 2003 − maj 2012
- Audi A3 8PA, september 2004 − oktober 2012
- Audi A3 Cabriolet, januar 2008 − marts 2013[4]

## Drivlinie
Audi A3 havde forhjulstræk som standardudstyr. Som ekstraudstyr var det permanente firehjulstræk quattro tilgængeligt for modellerne A3 og A3 Sportback. Ved 3,2-litersmotoren og ved S3 var firehjulstrækket standardudstyr. I modsætning til den oprindelige betegnelse "quattro" for Torsendifferentialet bygger firehjulstrækket i A3 på en Haldexkobling. Med sin variable spærrevirkning forhindrer den forhjulene i at dreje, inden kraften er nået til baghjulene.
Med den fabriksmæssigt indstillede styring af Haldexkoblingen bliver der kun ved manglende træk på forhjulene sendt 10% af drejningsmomentet til baghjulene. Denne karakteristik kan ændres ved hjælp af tuning.

## Tekniske specifikationer[5][6]
| Model             | Cylindre | Ventiler | Slagvolume cm³ | Max. effekt kW (hk) / omdr. | Max. drejningsmoment Nm / omdr. | Motorkode              | 0-100 km/t sek. | Topfart km/t | Byggeår          |
| ----------------- | -------- | -------- | -------------- | --------------------------- | ------------------------------- | ---------------------- | --------------- | ------------ | ---------------- |
| Benzinmotorer     |          |          |                |                             |                                 |                        |                 |              |                  |
| 1.2 TFSI          | 4        | 8        | 1197           | 77 (105) / 5000             | 175 / 1500 − 3500               | CBZB                   | 11,0            | 192          | 11/2009 − 3/2013 |
| 1.4 TFSI          | 4        | 16       | 1390           | 92 (125) / 5000             | 200 / 1500 − 4000               | CAXA                   | 9,4             | 203          | 8/2007 − 3/2013  |
| 1.6               | 4        | 8        | 1595           | 75 (102) / 5600             | 148 / 3800                      | BGU / BSE / BSF / CCSA | 11,9            | 185          | 3/2003 − 4/2010  |
| 1.6 FSI           | 4        | 16       | 1598           | 85 (115) / 6000             | 155 / 4000                      | BAG / BLF / BLP        | 10,9            | 196          | 7/2003 − 8/2007  |
| 1.8 TFSI          | 4        | 16       | 1798           | 118 (160) / 5000 − 6200     | 250 / 1500 − 4200               | BYT / BZB              | 8,0             | 220          | 1/2007 − 4/2008  |
| 1.8 TFSI          | 4        | 16       | 1798           | 118 (160) / 4500 − 6200     | 250 / 1500 − 4500               | CDAA                   | 7,6             | 222          | 4/2008 − 3/2013  |
| 2.0 FSI           | 4        | 16       | 1984           | 110 (150) / 6000            | 200 / 3500                      | AXW / BLR / BLX / BVY  | 8,9             | 214          | 3/2003 − 11/2006 |
| 2.0 TFSI          | 4        | 16       | 1984           | 147 (200) / 5100 − 6000     | 280 / 1800 − 5000               | AXX / BPY / BWA        | 7,0             | 234          | 7/2004 − 5/2008  |
| 2.0 TFSI          | 4        | 16       | 1984           | 147 (200) / 5100 − 6000     | 280 / 1700 − 5000               | CAWB / CCZA            | 7,0             | 238          | 5/2008 − 3/2013  |
| 3.2               | 6        | 24       | 3189           | 184 (250) / 6300            | 320 / 2500 − 3000               | BDB / BMJ / BUB        | 6,1             | 250          | 9/2003 − 5/2009  |
| S3                | 4        | 16       | 1984           | 195 (265) / 6000            | 350 / 2500 − 5000               | BHZ / CDLA             | 6,3             | 250          | 8/2006 − 10/2012 |
| RS3               | 5        | 20       | 2480           | 250 (340) / 5400 − 6500     | 450 / 1600 − 5300               | CEPA                   | 4,6             | 250          | 3/2011 − 10/2012 |
| 1. 2. 3.          |          |          |                |                             |                                 |                        |                 |              |                  |
| Dieselmotorer     |          |          |                |                             |                                 |                        |                 |              |                  |
| 1.6 TDI (CR)      | 4        | 16       | 1598           | 66 (90) / 4200              | 230 / 1500 − 2500               | CAYB                   | 12,9            | 180          | 5/2009 − 10/2012 |
| 1.6 TDI (CR)      | 4        | 16       | 1598           | 77 (105) / 4400             | 250 / 1500 − 2500               | CAYC                   | 11,4            | 194          | 5/2009 − 10/2012 |
| 1.9 TDI (PD)      | 4        | 8        | 1896           | 77 (105) / 4000             | 250 / 1900                      | BJB / BKC / BXE / BLS  | 11,4            | 187          | 5/2003 − 10/2009 |
| 2.0 TDI (PD)      | 4        | 16       | 1968           | 103 (140) / 4000            | 320 / 1750 − 2500               | BKD                    | 9,5             | 207          | 3/2003 − 3/2006  |
| 2.0 TDI (PD)      | 4        | 8        | 1968           | 103 (140) / 4000            | 320 / 1750 − 2500               | BMM                    | 9,5             | 207          | 4/2005 − 4/2008  |
| 2.0 TDI (PD)      | 4        | 16       | 1968           | 125 (170) / 4200            | 350 / 1750 − 2500               | BMN                    | 8,2             | 222          | 3/2006 − 4/2008  |
| 2.0 TDI (CR)      | 4        | 16       | 1968           | 103 (140) / 4200            | 320 / 1750 − 2500               | CBAB                   | 8,9             | 210          | 4/2008 − 3/2013  |
| 2.0 TDI (CR)      | 4        | 16       | 1968           | 125 (170) / 4200            | 350 / 1750 − 2500               | CBBB                   | 8,0             | 224          | 4/2008 − 10/2012 |
| 1. 2. 3. 4. 5. 6. |          |          |                |                             |                                 |                        |                 |              |                  |

## Modelvarianter
- Audi S3
- Audi RS3

## Facelifts

### Generelt
- Juni 2005: S line-eksteriørpakke bestilbar (kofangere fortil og bagtil i sportsligt markant design, kølergrill i S line-optik, S line-skrifttræk på kølergrill og på sidebeskyttelseslisterne bagtil, indstigningslister med S line-skrifttræk, S line-tagkantspoiler, tågeforlygter, dobbelt udstødningsrør også på 1,6)
- September 2005: Introduktion af Xenon Plus (bi-xenonforlygter med dagkørelys)
- Efteråret 2006: Omstilling af alle radiotyper til dobbelt DIN-format og introduktion af cd-afspiller med mp3-afspilningsfunktion.
- Marts 2007: Introduktion af 1,9 TDI e. Med højere gearing i 3. til 5. gear, gearskifteindikator i kombiinstrument, ændret motorelektronik, diverse aerodynamiske forbedringer (f.eks. standardmonteret sportsundervogn for nedsat luftmodstand) og letløbsdæk kunne brændstofforbruget sænkes til 4,5 liter/100 km og CO2-udslippet til 119 g/km.
- November 2007: Introduktion af adapter til Bluetooth med understøttelse af SIM Access Profiles.
- April 2008: Stort facelift til begge varianter med modificeret motorhjelm, forskærme, Singleframe-kølergrill og forreste kofangere. Dagkørelys standardudstyr og integreret i forlygterne − med bixenonlys LED-dagkørelys. Sideblinklys integreret i sidespejle og nydesignede dørhåndtag. Bagpå ny kofanger, nydesignede baglygter og minimal modifikation af bagklappen. I kabinen udvidelse af lyskontakt, ventilationsdyser og midterkonsol med aluminiumsoptik samt nydesignet kombiinstrument.
- Maj 2009: 3,2-liters VR6-motoren tages af programmet.
- Someren 2010: Lette detailændringer på tre- og femdørs: Nye alufælge tilgængelige, alustribe integreret i frontskørten, dørhåndtag udstyret med kromstriber, ændret udformning af sidespejle og kombiinstrument med grå baggrund.

### 8P
På tredørsmodellen blev faceliftet gennemført i 2005 med produktionsstart i modelår 2006. Entydige kendetegn ved den faceliftede model er Singleframe-kølergrillen og rattet i Singleframe-design. Med faceliftet blev den blandt andet tilpasset designet af A3 Sportback og de andre Audi-modeller. I foråret 2008 kom der endnu et facelift (bl.a. kørelys standard).
2011-modellen fik endnu et facelift: Mindre sidespejle, cromlister på dørhåndtag, cromlister ved tågeforlygter og grå instrumentskiver.

### 8PA
Sportback rådede allerede fra produktionsstarten (og dermed før faceliftet af 8P) over Singleframe-kølergrillen og rattet i Singleframe-design. I foråret 2008 kom der endnu et facelift (bl.a. kørelys standard).

## Priser
- 2009: Top Safety Pick 2010[8]

## Udstyrsvarianter
De tilgængelige udstyrsvarianter orienterer sig såvel navne- som udstyrsmæssigt mod forgængeren. Dermed findes der stadigvæk en basismodel kaldet Attraction, en sportsligere udstyrsvariant Ambition, en komfortmodel Ambiente og en sportsbetonet model S line, som kun fås i kombination med Ambition.
Attraction
Basismodellen er udstyret med 16" stålhjul. Fra modelår 2010 med 16" alufælge.
Ambition
Ambition er udstyret med 17" hjul med 225-dæk monteret på alufælge, og karrosseriet er 15 mm sænket. Derudover indeholder denne udstyrsvariant sportsligt tilbehør i kabinen som f.eks. sportsrat og -sæder såvel som dørlister med aluminiumsindlæg.
Ambiente
Udstyrsvarianten Ambiente har 16" aluhjul og er udstyret med læderrat, træindlæg på instrumentbrættet, diverse ekstra opbevaringsrum, lys-/regnsensor såvel som fartpilot.
S line
Udstyrsvarianten S line findes i to versioner:
I S line sportspakke Plus er indeholdt lædersæder, specielle aluhjul og en hårdere undervogn, som er sænket 25 mm i stedet for 15 mm. Derudover er skrifttrækket "S line" anbragt på rattet, sidebeskyttelseslisterne, dørlisterne og kølergrillen.
S line eksteriørpakken øger sportsligheden let optisk, hvilket udtrykkes ved hjælp af det tilsvarende skrifttræk "S line" og forskellige spoilere på bilen.

## Børnesikkerhed
Bagi er der kun plads til to autostole. Isofix-holdere på de yderste bagsæder hører til standardudstyret. Til passagersædet fås Isofix-holdere og afbrydelig airbag mod merpris.